# Norbert Altmann
Norbert Altmann (* 3. November 1933 in Offenbach am Main; † 8. März 2015 in München) war ein deutscher Industriesoziologe. Er war bis 1997 Forschungsdirektor am Institut für Sozialwissenschaftliche Forschung in München.

## Leben
Altmann studierte Soziologie, Volkswirtschaftslehre und Sozialgeschichte an den Universitäten Frankfurt am Main und München. Er gehörte zur ersten Generation der Soziologiestudenten, die bei Theodor W. Adorno an der Frankfurter Universität studierten. Nach seinem Studium war er im betrieblichen Personal- und Ausbildungswesen tätig und leitete gemeinsam mit Burkart Lutz das Anfang 1965 gegründete Institut für Sozialwissenschaftliche Forschung in München. Dieses hat Norbert Altmann zusammen mit Burkart Lutz aufgebaut und über Jahrzehnte geleitet und nachhaltig geprägt. Ab den 80er Jahren tätigte er viele Forschungsarbeiten in Japan und SO-Asien.
Norbert Altmann war von 1993 bis 2002 Mitglied des EF Committee of Experts der European Foundation for the Improvement of Living and Working Conditions. Er hatte eine Honorarprofessur an der Universität Bielefeld inne, seit 1982 mehrfache Gastprofessuren in Japan.
Altmanns Forschungsschwerpunkte waren die Industriesoziologe und Arbeitswissenschaft.

## Publikationen
- Betriebliche Herrschaftsstruktur und industrielle Gesellschaft, 1971  (mit Günter Bechtle)
- Grenzen neuer Arbeitsformen, 1983 (Mitautor)
- Systemische Rationalisierung und Zulieferindustrie, 1989 (Hrsg. mit Dieter Sauer)
- Technology and Work in German Industry, 1992/2017 (Hrsg. mit Christoph Köhler, Pamela Meil)
- Innovative Arbeitspolitik. Zur qualitativen Produktionsarbeit in Japan, 1998 (Mitautor)
- Nach dem »Kurzen Traum«: Neue Orientierungen in der Arbeitsforschung (mit Fritz Böhle), edition sigma, Berlin 2010, ISBN 978-3836035750
- zahlreiche Veröffentlichungen über theoretische und empirische Industriesoziologie im In- und Ausland